# اتفاقية الرياض 1958
اتفاقية الرياض 1958 هي اتفاقية حدودية وقِّعت بين المملكة العربية السعودية والبحرين في الرياض عام 1958.

## الاتفاقية
اتجه البلدان لترسيم الحدود المشتركة بينهما، وأعلنا في عام 1958م عن التوصل إلى حل نهائي لقضية الحدود والجرف القاري وبعض القضايا الأخرى المتعلقة بأمور السيادة والاستغلال المشترك للثروات الطبيعية. وكانت الدولتين تتقابلان على الجانب الغربي من الخليج العربي، ويمتد خط الحدود بين الدولتين كأول حدود يتم تعيينها في منطقة الخليج لمسافة 110 أميال بحرية، تصل بين نقاط تربطها ببعضها البعض خطوط مستقيمة.
تناول الاتفاق تعيين حدود منطقة تقع بأكملها في الجانب السعودي من خط الحدود تعرف بمنطقة فشت أبو سعفة، وفيها تقوم حكومة المملكة العربية السعودية باستغلال موارد الزيت وتتقاسم حكومتا الدولتين الإيراد الصافي الناتج عن هذا الاستغلال. وأكدت المادة الثانية من الاتفاقية أن تقاسم الإيراد الصافي بين الحكومتين لا يمس ما للحكومة العربية السعودية من حق السيادة والإدارة على هذه المنطقة المذكورة. كما نصت الاتفاقية على تحديد الحدود البحرية، وحصلت بموجبها المملكة على جزيرة لبينة الكبيرة كما تم الاتفاق على أن يكون مثلث فشت أبو سعفة خاضع لسيادة المملكة لكن من حيث البترول فيكون مشترك بين الدولتين.